# Eindhoven
Eindhoven je grad na jugu Nizozemske, u provinciji Sjeverni Brabant. Godine 2014. imao je 221.402 stanovnika. Susjedni gradovi i mjesta su Son en Breugel, Nuenen, Geldrop-Mierlo, Heeze-Leende, Waalre, Veldhoven, Eersel, Oirschot i Best. Aglomeracija ima 337.487 stanovnika, a urbano područje sastoji se od 419.045 stanovnika. Također, Eindhoven je dio Brabant Stada, kombinirano urbansko područje s više od 2 milijuna stanovnika.
Grad je poznat po tehničkom sveučilištu, Technische Universiteit Eindhoven a tokođer i po tvrtci Philips koja je osnovana u Eindhovenu 1891. godine.

## Ime grada
Naziv Eindhoven potječe iz kontrakcije regionalnih riječi eind (znači zadnji i krajnji) and Hove (ili hoeve, jedan dio od 14 hektara zemljišta).

## Kultura i rekreacija

### Sport
Eindhoven ima dva profesionalna nogometna kluba. PSV Eindhoven koji igra u najvišoj nizoemskoj ligi Eredivisie i FC Eindhoven koji igra u drugoj ligi zvanoj Eerste Divisie.

## Ugovori o partnerstvu
Eindhoven ima ugovore o partnerstvu sa sljedećim gradovima:
- Iaşi
- Bayeux
- Chinandega
- Białystok
- Nanjing
- Minsk
- al-Qadarif (Sudan) Sudan
- Chinandega, Nikaragva

## Vanjske poveznice
- Službena stranica (nizoz.)

### Ostali projekti
|  | Zajednički poslužitelj ima još gradiva o temi Eindhoven |